# 菅正太郎
菅 正太郎（すが しょうたろう、1972年12月31日 - 2015年3月19日）は、日本の脚本家。東京都出身。

## 主な作品

### アニメーション
- ワイルドアームズ トワイライトヴェノム（1999年）
- 攻殻機動隊 STAND ALONE COMPLEX（2002年）
- L/R -Licensed by Royal-（2003年）
- 攻殻機動隊 S.A.C. 2nd GIG（2004年）
- 交響詩篇エウレカセブン（2005年）
- BLOOD+（2005年）
- シュヴァリエ 〜Le Chevalier D'Eon〜（2006年）
- DARKER THAN BLACK -黒の契約者-（2007年・シリーズ構成）
- Devil May Cry（2007年）
- 精霊の守り人（2007年）
- PERSONA -trinity soul-（2008年）
- 東のエデン（2009年）
- バトルスピリッツ 少年突破バシン（2009年）
- 鋼の錬金術師 FULLMETAL ALCHEMIST（2009年）
- DARKER THAN BLACK -流星の双子-（2009年）
- マイの魔法と家庭の日（2011年）
- 輪廻のラグランジェ（2012年・シリーズ構成）
- 輪廻のラグランジェ 鴨川デイズ（2012年・シリーズ構成）
- 輪廻のラグランジェ season2（2012年・シリーズ構成）
- やはり俺の青春ラブコメはまちがっている。（2013年・シリーズ構成）[3]
- 有頂天家族（2013年・シリーズ構成）
- 世界征服〜謀略のズヴィズダー〜（2014年）
- 一週間フレンズ。（2014年・シリーズ構成）
- 白銀の意思 アルジェヴォルン（2014年）
- 七つの大罪（2014年・シリーズ構成）
- やはり俺の青春ラブコメはまちがっている。続  (2015年・シリーズ構成)
- Dimension W（2016年・シリーズ構成）

### ゲーム
- 攻殻機動隊 STAND ALONE COMPLEX -狩人の領域-（2005年）
- バイオハザード ダークサイド・クロニクルズ（2010年）
- バイオハザード6（2012年）

### 実写映画
- CASSHERN（2004年）

### CG映画
- バイオハザード ディジェネレーション（2008年）
- バイオハザード ダムネーション（2012年）

### テレビドラマ
- 夜逃げ屋本舗（1999年）
- 新・夜逃げ屋本舗（2003年）

### 漫画
- バイオハザード〜マルハワデザイア〜（2012年）[4]